# 维莱科特雷站
维莱科特雷站，是法国的一个铁路车站，位于法国北部市镇维莱科特雷。

## 位置
维莱科特雷站位于维莱科特雷市区的中部，老城区东南。车站大致呈西南-东北走向，开口朝西北。

## 设施
维莱科特雷站设有人工售票窗口，其开放时间如下：
- 周一：5:25~12:40和13:10~19:50
- 周二至五：6:05~13:00和13:30~18:55
- 周六：10:00~17:10
- 周日及节假日：11:30~18:45

此外，维莱科特雷站内还设有自动售票机等设施。

## 站台设置
| 北↑ |      |        | 主站房    |
|     | 侧式 |        |           |
| 1道 |      | 过路车 | 拉昂方向→ |
| 2道 |      | 过路车 | ←巴黎方向 |
|     | 岛式 |        |           |
|     |      | 存车线 |           |
| 南↓ |      |        |           |

## 停靠线路
以下列车线路在维莱科特雷站停靠：
| 维莱科特雷站列车线路表 |      |              |                 |              |
| 线路                   | 车种 | 上一站       | 下一站          | 大致运行频率 |
| 巴黎—拉昂              | TER  | 凯皮昂瓦卢瓦 | 苏瓦松          | 每天6~14趟   |
| 巴黎—拉昂              | TER  | 凯皮昂瓦卢瓦 | 隆蓬            | 每天1趟      |
| 凯皮昂瓦卢瓦—拉昂      | TER  | 沃穆瓦斯     | 科尔西/维耶尔济 | 每天1~2趟    |
| 1. 2. 3.               |      |              |                 |              |

## 配套交通

### 长途客车
| 停靠站的大巴车       |                     |                                                                  |
| 上下车地点           | 运营单位            | 主要目的地                                                       |
| 维莱科特雷市区内各地 | 埃纳省城际客运 CITA | 维莱科特雷附近主要市镇 （页面存档备份，存于）                    |
| 维莱科特雷市区内各地 | SNCF Car TER        | 当铁路线施工或罢工时，SNCF可能也会提供途径该线路沿途站点的大巴车 |
| 1. 2. 3.             |                     |                                                                  |

### 市内交通
维莱科特雷站附近暂无城市公共交通线路。

### 社会车辆
维莱科特雷站门口设有社会车辆停车场。

## 临近车站
| 维莱科特雷站（Gare de Villers-Cotterêts） |                  |          |
| 上行车站                                  | 线路             | 下行车站 |
| 沃穆瓦斯站                                | 巴黎－伊尔松铁路 | 科尔西站 |
| - 本表仅显示运营中的线路及车站            |                  |          |